# Veldhoven
Veldhoven es un municipio y una ciudad de la provincia de Brabante Septentrional, en el sur de Países Bajos, ubicada al suroeste de Eindhoven y dentro de su área metropolitana. En octubre de 2018 contaba con una población de 45246 habitantes, sobre una superficie de 31.93 km², de los que 0,2 km² corresponden a la superficie ocupada por el agua, con una densidad de 1408 h/km².  

## Centros
La moderna ciudad de Veldhoven es una aglomeración de pueblos rurales que en el siglo XX creció para formar una gran área suburbana de Eindhoven. Los pueblos son Veldhoven adecuada hacia el suroeste, Meerveldhoven al sureste, y Zeelst al noreste.

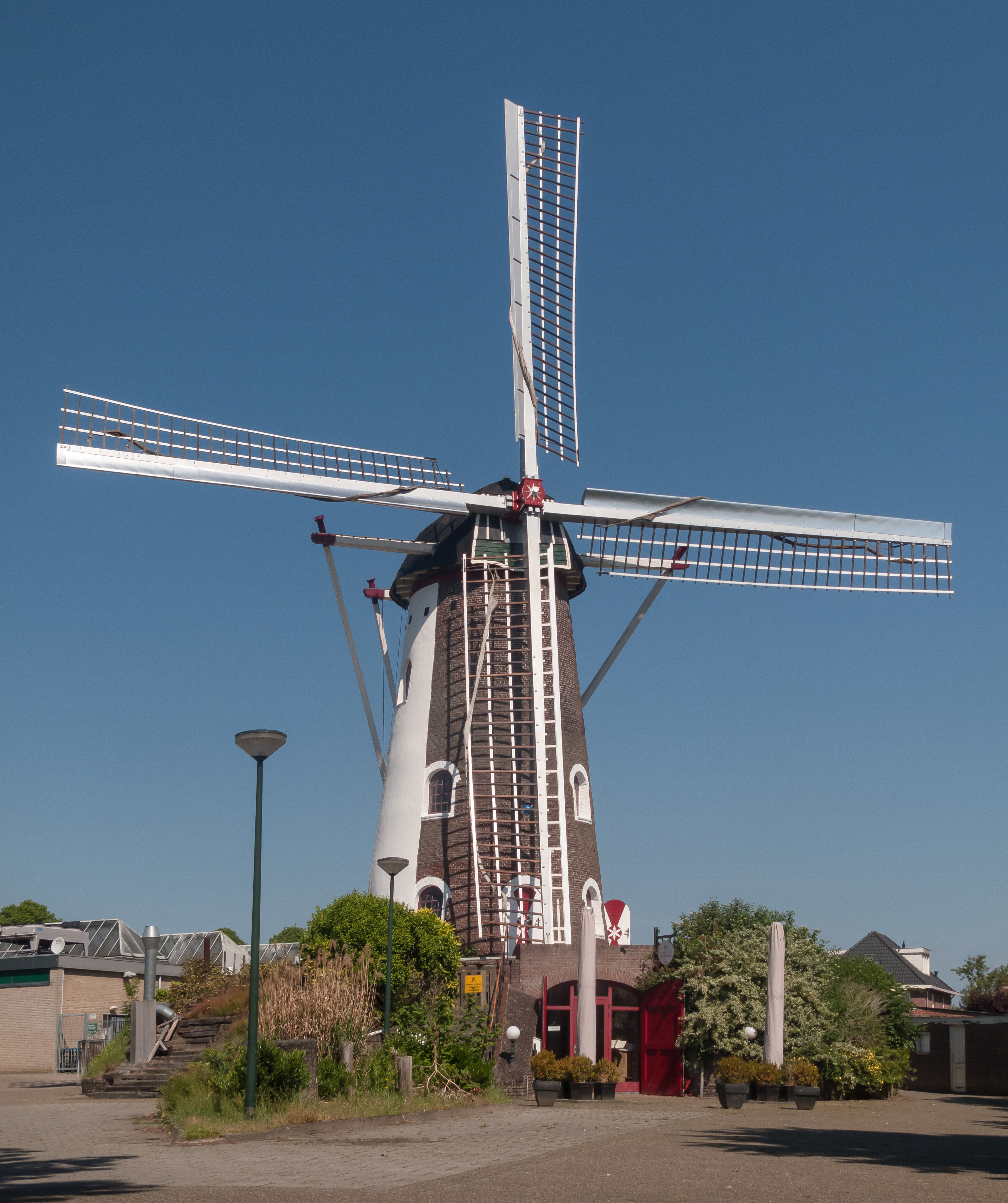
Veldhoven, el molino: windmolen De Adriaan

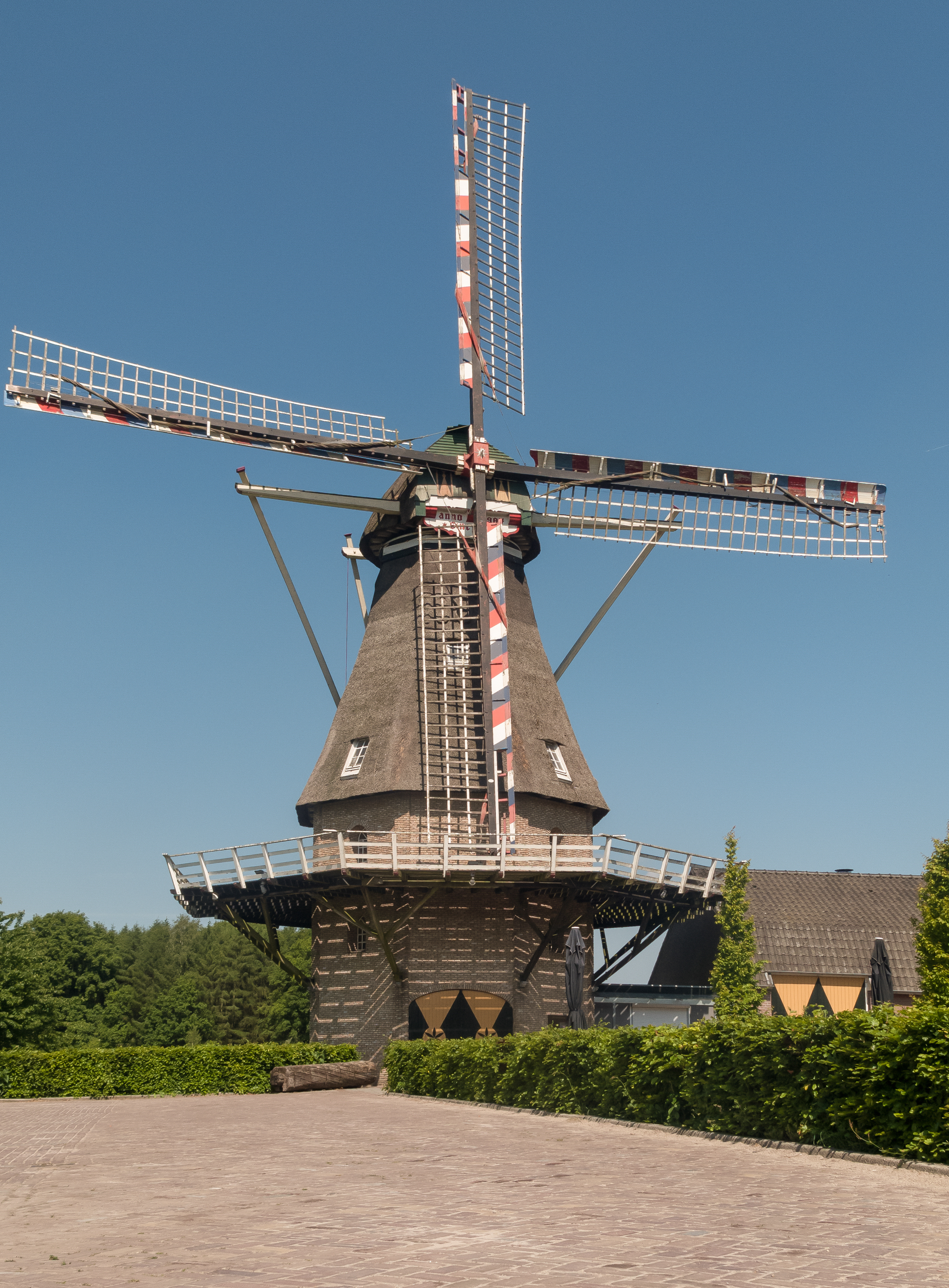
Oerle, el molino: korenmolen Sint Jan

## Economía
En Veldhoven se encuentra la sede del fabricante ASML. ASML ocupa el edificio más alto (83 metros) en Veldhoven.

## Transporte
El Aeropuerto de Eindhoven está ubicado en Veldhoven en la frontera con Eindhoven en la subdivisión Meerhoven.